# Briseñas
Briseñas är en kommunhuvudort i Mexiko.   Den ligger i kommunen Briseñas och delstaten Michoacán de Ocampo, i den centrala delen av landet, 400 km väster om huvudstaden Mexico City. Briseñas ligger 1 532 meter över havet och antalet invånare är 4 030.
Terrängen runt Briseñas är en högslätt, och sluttar söderut. Runt Briseñas är det ganska tätbefolkat, med 108 invånare per kvadratkilometer. Närmaste större samhälle är La Barca, 2,8 km nordost om Briseñas. Trakten runt Briseñas består till största delen av jordbruksmark.